# Alabagrus caudatus
Alabagrus caudatus är en stekelart som först beskrevs av Szepligeti 1904.  Alabagrus caudatus ingår i släktet Alabagrus och familjen bracksteklar. Inga underarter finns listade i Catalogue of Life.